# 신동방CP

신동방CP는 CJ그룹의 옥수수 가공식품회사이다.

## 역사
1966년 6월 동방유량주식회사로 창립되어서 해표식용유를 통해 식용유 시장에 주력했으며 1989년 TV 광고에서 국내 유명 요리인, 음식점주 등을 모델로 이른바 증언식 광고라는 방식을 통해서 해표 식용유를 통한 요리 장면을 연출하였다. 1990년대 들어서 옥수수유, 카놀라유 등을 통해서 사업영역을 확장하였으며 1993년에는 네덜란드 생활용품 기업인 유니레버사와의 합작법인인 해표-유니레버를 설립하여 생활용품 시장에도 진출하였다.
2004년에  주식회사 신동방CP으로 변경하고  2006년 CJ와 합병하였다.

## 연혁
- 1966년 6월: 동방유량주식회사 창립
- 1971년 5월: 해표식용유 개발
- 1984년 1월: TV CF 출연
- 1989년 5월 : 해표 참기름 90년 광고 출연
- 1990년 4월 : 식용유, 카놀라유, 옥수수유 개발
- 1993년 4월 : 해표-유니레버 변경
- 1996년 2월 : 주식회사 신동방으로 변경
- 2004년 9월 : 주식회사 신동방CP로 변경
- 2006년 : CJ와 합병